# Oligosoma chloronoton
Oligosoma chloronoton är en ödleart som beskrevs av  Hardy 1977. Oligosoma chloronoton ingår i släktet Oligosoma och familjen skinkar. Inga underarter finns listade i Catalogue of Life.